# Premio Tezuka
Los Premios Tezuka (手塚賞 Tezuka Shō?) (desde 1971) es un certamen semianual de manga ofrecido por la editorial japonesa Shueisha (集英社), bajo los auspicios de su revista Weekly Shonen Jump. Destacan las siguientes categoría: El premio como mejor artista novel de manga en la categoría de historia. El premio homólogo, Premio Akatsuka, premio al mejor artista novel de manga en la categoría de comedia. El premio es llamado así por el pionero del manga Osamu Tezuka y está diseñado para sacar a flote nuevos talentos. El premio para el mejor trabajo tiene el valor de dos millones de yenes y para un puesto menor pero también trabajo digno, un millón de yenes. Estos premios no se hacen efectivos (como suele ser el caso) si el juzgado cree que el trabajo de los candidatos no es digno.
Históricamente son otorgados a personas jóvenes que no superan mucho más de 20 años. Algunos de ellos han pasado a convertirse en profesionales.

## Comité de selección

### Jurado
- Osamu Tezuka (1971-1988)
- Fujio Akatsuka (1989-2008)

### Miembros del comité supremo
Estos son los miembros más destacados del comité.
- Akira Toriyama (Jurado de interpretación)
- Nobuhiro Watsuki
- Eiichirō Oda
- Masashi Kishimoto
- Riichiro Inagaki
- Tezuka Productions

## Ganadores
| #  | AÑO  | Ganador                           | 2° Puesto                               | Menciones honorables |
| -- | ---- | --------------------------------- | --------------------------------------- | --- |
| 1  | 1971 | No hubo premio                    | No hubo premio                          | Scrap, Takashi Iwashige Shihatsu, Tsuneki Sagara |
| 2  | 1971 | No hubo premio                    | Gakisuteyama, Buntarō Takaoka           | Blues wo utau shōjo, Takashi Iwashige Dream Kamen, Shigeru Nakamoto                                                                                      |
| 3  | 1972 | Garagara Umauma, Shigeru Nakamoto | No hubo premio                          | |
| 4  | 1972 | No hubo premio                    | Hashire! Nagareboshi, Kazuto Kurosaki   | Circus yarō ga koi wo shita, Tetsu Kuroha Tokio no jikanryokō, Toshio Ban Makeruna Kisaburō, Kimio Yanagizawa                                            |
| 5  | 1973 | No hubo premio                    | Kiri ni musebu yoru, Hiroshi Masumura   | Ore no Alps, Yoshihiro Takahashi |
| 6  | 1973 | No hubo premio                    | No hubo premio                          | Ora wa Ametarō, Ikki Matsuda Kaminarimon Hanjō, Shizuo Shiga Saigo no Shōnen Yakyū, Yasuhiro Kunitomo Samayou hako wa, Mitsuru Miura                     |
| 7  | 1974 | Seibutsutoshi, Daijirō Morohoshi  | No hubo premio                          | Tachiyomi genkin, Saburō Ishikawa Futago banzai, Mio Murao                                                                                               |
| 8  | 1974 | No hubo premio                    | No hubo premio                          | Fūtarō, Kazuo Hattori Boku no hatsukoi, Yasuhiko Hachino                                                                                                 |
| 9  | 1975 | Harukanaru asa, Daijirō Morohoshi | No hubo premio                          | Oi! Shinbun, Yasuyuki Kunitomo Yamada-kun no hanashi, Anmei Yamada                                                                                       |
| 10 | 1975 | No hubo premio                    | Mirai kara kita osenzo-sama, Toshi Noma | Nekkyū no hate ni..., Ippei Minami Ganbare ochimusha, Sadamu Aiki                                                                                        |
| 11 | 1976 | No hubo premio                    | No hubo premio                          | Kaguya-sama sensō, Tomoo Kimura Ōzora ni tatsu, Masaki Yamato Mīnya no negai, Mitsuo Hashimoto Mamushi, Eishō Shaku Kemonomura yori, Yoshinori Kobayashi |
| 12 | 1976 | ￼No hubo premio                   | No hubo premio                          | Yasahka alfieia Eikai Shook |

- Datos: Q2621589